# 9990 Niiyaeki
9990 Niiyaeki este o planetă minoră (asteroid), cu un diametru de 5,246 km, din centura de asteroizi. A fost descoperită pe 30 septembrie 1997 la Nanyo Observatory⁠(d) de 大国富丸⁠(d) și a fost numită după Niiya Station⁠(d). 
Obiectul prezintă o orbită caracterizată de o semiaxă mare de 2,8278686 UAi, o excentricitate de 0,09, o înclinație de 2,0927 ° în raport cu ecliptica.